# Anton Slupetzky
Anton Slupetzky (* 19. Jänner 1899 in Wien, Österreich-Ungarn; † 2. September 1987 in Linz) war ein österreichischer Unternehmer und Nationalsozialist, dessen Firma im nationalsozialistischen Deutschen Reich ab 1942 das Gas Zyklon B in das KZ Gusen, das Zwillingslager des KZ Mauthausen, lieferte. Für die Beteiligung am Mord von mehr als 150 Menschen im KZ Gusen wurde er 1947 während der Dachauer Prozesse zu fünf Jahren Gefängnis verurteilt.

## Leben und Unternehmensgeschichte

### Vor 1938
Anton Slupetzky gründete im November 1925 die Reinigungs- und Aufbewahrungsanstalt Anton Slupetzky mit Sitz in der Linzer Starhembergstraße 39. Im Jahr 1929 erhielt das Unternehmen die Konzession für Schädlingsbekämpfung mit hochgiftigen Stoffen. Ab 1931 wurden auch Blausäuregasungen unter dem Konzessionschutz einer Wiener Firma durchgeführt. In der Folge spezialisierte sich das Unternehmen immer stärker auf dem Gebiet der Schädlingsbekämpfung. 1936 übersiedelte der Betrieb in die Linzer Schubertstraße 20.
Bereits am 25. Mai 1932 trat Slupetzky der NSDAP bei (Mitgliedsnummer 1.080.588). Im Jahr 1936 war Slupetzky Mitorganisator einer NS-Propagandaaktion, die im Zusammenhang mit der Haftentlassung von vier Nationalsozialisten stattgefunden hatte. Er wurde deshalb gerichtlich verurteilt und saß im Anhaltelager Wöllersdorf ein.

### Zeit des Nationalsozialismus
Nach dem Anschluss Österreichs an das Deutsche Reich wurde Slupetzky 1939 Gaufachschaftswalter für Schädlings- und Seuchenbekämpfung und erhielt 1940 die Konzession für die Verwendung von Cyangasen und damit auch für das Blausäureprodukt Zyklon B. In weiterer Folge wurde der Betrieb Slupetzkys vom Oberkommando der Wehrmacht als Schlüsselbetrieb eingestuft und Slupetzky für unabkömmlich erklärt und nicht zum Militärdienst eingezogen. Als Fachexperte für Entwesungswesen wurde Slupetzky 1941 bei der Errichtung der Entlausungsanstalt der Stadt Linz in der Muldenstraße beigezogen, welche unmittelbar nach deren Fertigstellung bis Kriegsende an die Reinigungs- und Aufbewahrungsanstalt Anton Slupetzky verpachtet wurde. In dieser am 1. Februar 1942 eröffneten Entlausungsgroßanlage, aber auch in Kriegsgefangenenlagern, Zwangsarbeitslagern und Konzentrationslagern in der Umgebung wurden Entlausungen an Zwangsarbeitern und Lagerhäftlingen sowie eine Entwesung von deren Kleidung durch Blausäurebegasung im Sinne der nationalsozialistischen Seuchenprävention durchgeführt. Die Reinigungs- und Aufbewahrungsanstalt Anton Slupetzky hatte bis zu 46 Angestellte und wurde 1942 als viertgrößtes Unternehmen auf diesem Gebiet in Großdeutschland gereiht.
Ab März 1942 lieferte neben der Firma Heerdt-Lingler auch Slupetzkys Unternehmen das Gas Zyklon B ins KZ Mauthausen, wo Slupetzky beim Bau der Mauthausener Gaskammer an Vergasungsversuchen an Ratten zur Feineinstellung der Gaskammer beteiligt war.
Am 2. März 1942 war Slupetzky, der innerhalb der paramilitärischen Sturmabteilung Rang des SA-Obersturmbannführers erreichte, gemeinsam mit seinem langjährigen Mitarbeiter Leopold Fischer an der Ermordung von 164 sowjetischen Kriegsgefangenen durch Vergasung mit dem Giftgas Zyklon B in der Baracke 16 im KZ Gusen beteiligt.
In den Jahren 1942 und 1943 führte Slupetzky auf Veranlassung durch das Reichsministerium des Innern in den besetzten Gebieten Bulgariens und Griechenlands jeweils mehrmonatige Entwesungsaufträge mit Zyklon B aus.
Im Jahr 1943 wurde das Unternehmen in Reinigungs- und Entwesungsanstalt Anton Slupetzky umbenannt.

### Nach 1945
Nach Angaben seiner Gattin Hedwig wurde Anton Slupetzky schon am 4. Mai 1945 in Helfenberg verhaftet, konnte aber bereits einen Tag nach seiner Verhaftung wieder fliehen. Am 4. August 1945 wurde er jedoch erneut, trotz Verwendung falscher Ausweispapiere durch den CIC aufgrund seiner seit 1932 bestehenden NSDAP-Mitgliedschaft und seines SA-Ranges verhaftet und nach einigen Zwischenstationen in das US-amerikanische Internierungslager Glasenbach überstellt.
Am 20. Mai 1946 wurde Slupetzky bei der Staatsanwaltschaft Urfahr aufgrund seiner Mitwirkung bei der Vergasung von sowjetischen Kriegsgefangenen mit Zyklon B im März 1941 im KZ Gusen wegen des Verbrechens nach § 1 des Kriegsverbrechergesetzes angezeigt. Am 3. März 1947 wurde das Verfahren auf Ersuchen des amerikanischen Militärgerichts Linz an dieses abgetreten. Am 28. Juli 1947 wurde Slupetzky mit vier weiteren Angeklagten in einem Nebenverfahren zum Mauthausen-Hauptprozess vor einem Militärgericht der United States Army in Dachau angeklagt (Case No. 000-50-5-31 (US vs. Karl Glas et al) Tried 12 Aug 47). Wegen der Beteiligung am Mord von mehr als 150 Menschen im Zuge von Entlausungsarbeiten im KZ Gusen I wurde er am 12. August 1947 zu fünf Jahren Gefängnis verurteilt. und in das Kriegsverbrechergefängnis Landsberg überwiesen. Am 21. Dezember 1949, sieben Monate vor Ablauf der angesetzten Strafe, wurde Slupetzky aus der Haft entlassen.
Nach seiner Entlassung wurden gegen Slupetzky weitere Strafverfahren geführt. Das Volksgericht Linz und später das Landesgericht Linz beantragten 1950 die Fortsetzung der Erhebungen bezüglich der schon in Dachau verfolgten Tatbestände, da die genauen Umstände seiner Beteiligung (u. a. Vorsatz) beim Prozess in Dachau ungeklärt blieben. Weiters umfassten die gerichtlichen Untersuchungen die Misshandlung von Zwangsarbeitern in der Entlausungsanlage Linz. Beide Verfahren wurden jedoch eingestellt.
Am 1. Oktober 1957 übernahm Hedwig Slupetzky den nunmehr in ARED Allgemeiner Reinigungs- und Entwesungs-Dienst Anton Slupetzky umbenannten Betrieb. Ab 1959 übernahmen die beiden Söhne Othmar (* 18. Juli 1927 - † 19. Oktober 1974) und Erich Slupetzky (* 1922 - † 1995) das mittlerweile in eine GmbH umgewandelte Unternehmen. Während Erich bereits 1966 wieder aus der Firma austrat und sich seinem bereits 1953 gegründeten Großhandelsunternehmen widmete, blieb Othmar Slupetzky bis zu seinem Selbstmord im Jahr 1974 Geschäftsführer der Firma ARED. Nach dessen Tod wurde das Unternehmen wiederum von seiner Mutter Hedwig Slupetzky, die seit 1958 von Anton Slupetzky geschieden war, geleitet. Von ihr übernahm der Sohn von Othmar Slupetzky, Andreas, 1985 die Geschäftsführung und fusionierte ARED im 1. Jänner 1995 mit der ISS Marischka Servisystem zur ISS Servisystem – einer österreichischen Tochterfirma des dänischen Reinigungskonzerns ISS.
Der älteste Sohn von Anton Slupetzky, der ehemalige Linzer HJ-Führer Komm.-Rat Erich Slupetzky war von 1978 bis 1983 Bundesobmann des ÖTB und FPÖ-Politiker.